# Pintou um clima
"Pintou um clima", ou caso das venezuelanas, refere-se à investigação criminal no Brasil após o então presidente do Brasil Jair Bolsonaro dizer, em outubro de 2022, que, após ver meninas venezuelanas de quatorze a quinze anos, "pintou um clima", e associou-as à prostituição. A declaração foi amplamente repudiada por usuários na Internet e políticos, levando a pedidos de investigação contra Bolsonaro.

## Origem
Em entrevista ao FEAT. Podcast, de Paparazzo Rubro-Negro, no dia 14 de outubro de 2022, o presidente do Brasil e candidato à reeleição Jair Bolsonaro disse que "pintou um clima" ao ver meninas de quatorze a quinze anos enquanto passava de moto em São Sebastião, região administrativa do Distrito Federal. Além disso, deixou implícito que elas seriam prostitutas:
| “ | Eu estava em Brasília, na comunidade de São Sebastião, se eu não me engano, em um sábado de moto [...] parei a moto em uma esquina, tirei o capacete, e olhei umas menininhas... Três, quatro, bonitas, de 14, 15 anos, arrumadinhas, num sábado, em uma comunidade, e vi que eram meio parecidas. Pintou um clima, voltei. 'Posso entrar na sua casa?' Entrei. Tinha umas 15, 20 meninas, sábado de manhã, se arrumando, todas venezuelanas. E eu pergunto: meninas bonitinhas de 14, 15 anos, se arrumando no sábado para quê? Ganhar a vida. | ” |

Tal evento ocorreu em 10 de abril de 2021, e Bolsonaro fez uma transmissão ao vivo na Internet no mesmo dia sobre o assunto. Antes de outubro de 2022, Bolsonaro referenciou o caso outras vezes. No dia 18, o YouTube removeu a entrevista ao FEAT. por conter desinformação sobre a COVID-19.

## Repercussão
O vídeo teve ampla repercussão nas redes sociais. Alguns comentários no Twitter relacionaram a fala do presidente à pedofilia, já que as meninas são menores de idade. Segundo levantamento do Congresso em Foco, nesta rede social, de 14 a 18 de outubro, foram feitas 1 048 576 mensagens sobre o tema. O termo "Bolsonaro Pedófilo" chegou ao topo dos assuntos mais comentados na plataforma. Opositores ainda questionaram por que o presidente não acionou o Ministério Público Federal, a Polícia Federal ou o Conselho Tutelar ao ver adolescentes em situação suspeita de prostituição infantil.
O deputado federal André Janones (Avante) mobilizou o compartilhamento do termo, e vários outros políticos, como o senador Randolfe Rodrigues (REDE), mencionaram o assunto. A mulher do ex-presidente Luiz Inácio Lula da Silva, a socióloga Rosângela da Silva (Janja) também se manifestou, dizendo que a declaração de Bolsonaro causa "revolta e indignação". Em passeata ao lado de Lula, Simone Tebet comentou a fala e chamou Bolsonaro de pedófilo. Já apoiadores do presidente, como seu filho Flávio Bolsonaro e o ministro das Comunicações Fabio Faria, discordaram da acusação de pedofilia.
A pesquisadora Andressa Costa, doutoranda em Ciência Política na Universidade de Lisboa, que monitora 15 mil grupos públicos no WhatsApp, declarou que o assunto teve mais repercussão em grupos da plataforma do que outros episódios de grande compartilhamento nas redes nos dias anteriores,  a visita de Bolsonaro a Aparecida (SP) e a ida de Lula ao Complexo do Alemão. A IstoÉ afirma que as declarações de Bolsonaro causaram uma crise em sua campanha e foram exploradas por Lula.

### Investigações
No dia 15 de outubro, o deputado distrital Leandro Grass (PV) enviou ao procurador-geral da República, Augusto Aras, um pedido para investigar a conduta de Bolsonaro, após as falas. Segundo o deputado, as meninas citadas por Bolsonaro deixaram de ir à escola para evitar assédio. Em 25 de outubro, o ministro do Supremo Tribunal Federal (STF) André Mendonça rejeitou pedidos para investigar Bolsonaro pelas declarações.
No dia 17 de outubro, o ministro Alexandre de Moraes, do Tribunal Superior Eleitoral (TSE), acatou um pedido da campanha de Bolsonaro, exigindo que a campanha de Lula apagasse posts das redes sociais que citavam as falas do presidente. No dia seguinte, o Partido dos Trabalhadores (PT), de Lula, entrou no TSE pedindo esclarecimentos sobre o vídeo; segundo advogados do comitê de Lula, o que Alexandre de Moraes proibiu foi associar o vídeo a um crime de pedofilia, e não sua mera divulgação. Ainda no dia 18, a Comissão de Direitos Humanos (CDH) anunciou que realizaria uma audiência pública para debater as declarações.

## Resposta
Inicialmente, Bolsonaro destacou a primeira-dama Michelle Bolsonaro e a ex-ministra Damares Alves para tentar convencer as meninas citadas a participarem de seu programa eleitoral. A ideia era que as venezuelanas dissessem que houve um mal-entendido e que o caso estava encerrado. No entanto, elas recusaram. A alternativa foi gravar, no dia 17, um pedido de desculpas em vídeo ao lado de Michelle e da embaixadora da Venezuela María Teresa Belandria, no Palácio da Alvorada. No material, Bolsonaro defende que suas palavras foram tiradas de contexto "por má-fé" e se diz indignado com "as últimas ações de alguns militantes de esquerda". No dia 20, Bolsonaro respondeu às acusações de pedofilia em entrevista ao podcast Inteligência Ltda., dizendo que sempre usou a frase "pintou um clima", e que nesse contexto significava "Pintou um clima para eu conversar com elas". Ele negou que as venezuelanas eram prostitutas. Entretanto, um levantamento feito em 128 lives transmitidas pelo presidente, entre 2019 e 2022, apontou que ele nunca usou a expressão.